# فرودگاه محله هوایی ویلگروو
فرودگاه ویلگروو ایر پارک  (به انگلیسی: Wilgrove Air Park)  یک فرودگاه همگانی باربری با کد یاتا QWG است که یک باند فرود آسفالت دارد و طول باند آن ۸۶۴ متر است. این فرودگاه در شهر شارلوت کشور ایالات متحده آمریکا قرار دارد و در ارتفاع ۲۴۴ متری از سطح دریا واقع شده است.